# روب تودور
روب تودور هو لاعب هوكي الجليد كندي، ولد في 30 يونيو 1956 في Cupar, Saskatchewan ‏ في كندا.

## وصلات خارجية
- روب تودور على موقع دوري الهوكي الوطني (الإنجليزية)
- روب تودور على موقع EliteProspects.com (الإنجليزية)
- روب تودور على موقع HockeyDB.com (الإنجليزية)
- روب تودور على موقع Hockey-Reference.com (الإنجليزية)